# Georg Wilhelm Hessenberg
Georg Wilhelm Hessenberg (* 10. August 1808 in Frankfurt am Main; † 31. August 1860 ebenda) war ein deutscher Konsistorialrat und Politiker.
Georg Wilhelm Hessenberg studierte Rechtswissenschaften und wurde zum Dr. jur. promoviert. Er war Rat am Appellationsgericht Frankfurt am Main.
1844 bis 1857 war er Senator im Senat der Freien Stadt Frankfurt, 1850 und 1854 Jüngerer Bürgermeister, 1839 bis 1848 und 1853 und 1856 Mitglied des Gesetzgebenden Körpers davon 1852 bis 2854 und 1856 als Präsident. 1848 bis 1848 war er Mitglied der Constituierenden Versammlung der Freien Stadt Frankfurt. 1848 war er Mitglied des Vorparlaments.
Von 1845 bis 1846 war Hessenberg Vorsitzender des Physikalischen Vereins in Frankfurt.